# Polykarp Kusch
Polykarp Kusch, född 26 januari 1911 i Blankenburg, hertigdömet Braunschweig, Tyskland, död 20 mars 1993 i Dallas, Texas, var en tysk-amerikansk fysiker. Han mottog tillsammans med Willis E. Lamb Nobelpriset i fysik 1955. Kusch tilldelades priset för precisionsmätningar av elektronens magnetiska moment och Lamb för sitt arbete med vätespektrumet.

## Biografi
Kusch var son till John Mathias Kusch, en luthersk missionär, och hans hustru Henrietta van der Haas. År 1912 hade Kusch och hans familj emigrerat till USA, där han 1922 blev amerikansk medborgare. Efter att ha tagit grundexamen i mellanvästern började Kusch studera på Case Institute of Technology i Cleveland, Ohio (nu känt som Case Western Reserve University), där han tog kandidatexamen i fysik. Han började därefter på University of Illinois at Urbana-Champaign, där han tog sin magisterexamen 1933. Han fortsatte sin utbildning vid samma alma mater och studerade för sin doktorsexamen under handledning av Francis Wheeler Loomis och efter att ha försvarat sin avhandling med titeln "The Molecular Spectrum of Caesium and Rubidium", tog han doktorsexamen 1936. Innan Kusch 1935 flyttade till University of Minnesota, gifte han sig med sin flickvän Edith Starr Roberts. Tillsammans fick de tre döttrar.
Kuschs hustru Edith dog 1959, och året därpå gifte han sig med Betty Pezzoni. De hade två döttrar. Kusch House, ett boende för studenter vid Case Western Reserve University i Cleveland, Ohio på South Campus är uppkallad efter Kusch. University of Texas i Dallas har en Polykarp Kusch Auditorium med en plakett. Hans änka Betty dog 2003, 77 år gammal.

## Vetenskaplig forskning
Kusch flyttade 1937 till New York City, där han fram till sin avgång till det nygrundade University of Texas i Dallas tillbringade en stor del av sin karriär som professor vid Columbia University, och tjänstgjorde som universitetets provost i flera år. Han arbetade med studier av molekylär strålningsresonans under Isidor Isaac Rabi och upptäckte då att elektronens magnetiska moment är något större än vad som förutsagts teoretiskt. Detta blev viktigt för den vidare utvecklingen av kvantelektrodynamiken. Många mätningar av magnetiska moment och hyperfinstruktur följde därefter. Han expanderade forskningen till kemisk fysik och fortsatte att publicera forskningsrapporter om molekylära strålar. Under sin tid på Columbia var han doktorandhandledare för Gordon Gould, uppfinnaren av lasern.
Kusch var ledamot av American Physical Society från 1940 och av American Academy of Arts and Sciences från 1959. Han invaldes som ledamot av National Academy of Sciences 1956.

## Publikationer
- Rabi, I. I.; Zacharias, J. R.; Millman, S.; Kusch, P. (1938). ”A New Method of Measuring Nuclear Magnetic Moment”. Physical Review 53 (4):  sid. 318. doi:10.1103/PhysRev.53.318.
- Rabi, I. I.; Millman, S.; Kusch, P.; Zacharias, J. R. (1939). ”The Molecular Beam Resonance Method for Measuring Nuclear Magnetic Moments. The Magnetic Moments of 3Li6, 3Li7 and 9F19”. Physical Review 55 (6):  sid. 526–535. doi:10.1103/PhysRev.55.526.
- Rabi, I. I.; Zacharias, J. R.; Millman, S.; Kusch, P. (1992). ”Milestones in Magnetic Resonance: 'A new method of measuring nuclear magnetic moment'. 1938”. Journal of Magnetic Resonance Imaging 2 (2):  sid. 131–133. doi:10.1002/jmri.1880020203. PMID 1562763.
- Kusch, P.; Foley, H. M. (1948). ”The Magnetic Moment of the Electron”. Physical Review 74 (3):  sid. 250–263. doi:10.1103/PhysRev.74.250. PMID 17820251.